# Johann Jakob Blumer (1819-1875)
Johann Jakob Blumer (Glarus, 29 augustus 1819 - Lausanne, 12 november 1875) was een Zwitsers rechter, rechtsgeleerde, archivaris, redacteur, bestuurder en politicus uit het kanton Glarus.

## Biografie

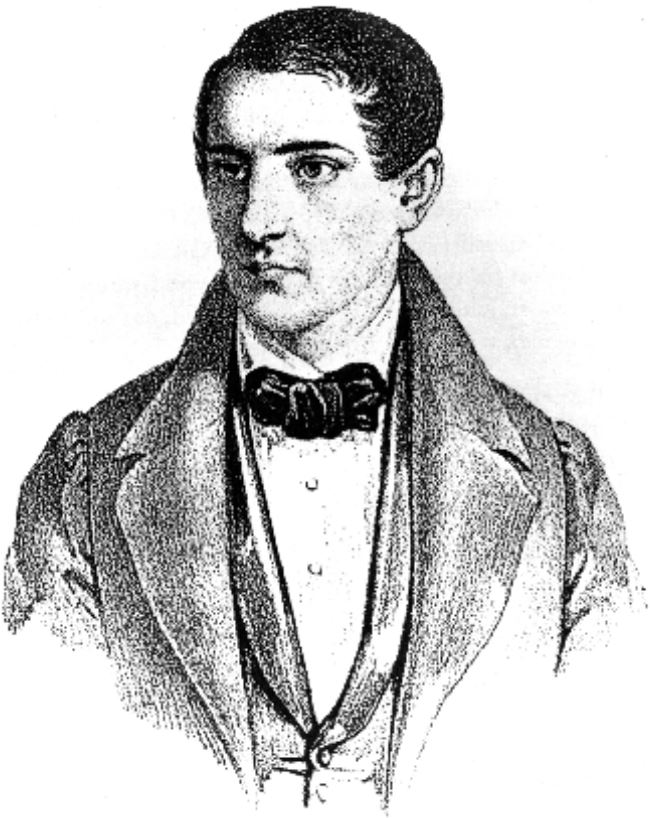
Johann Jakob Blumer als student.

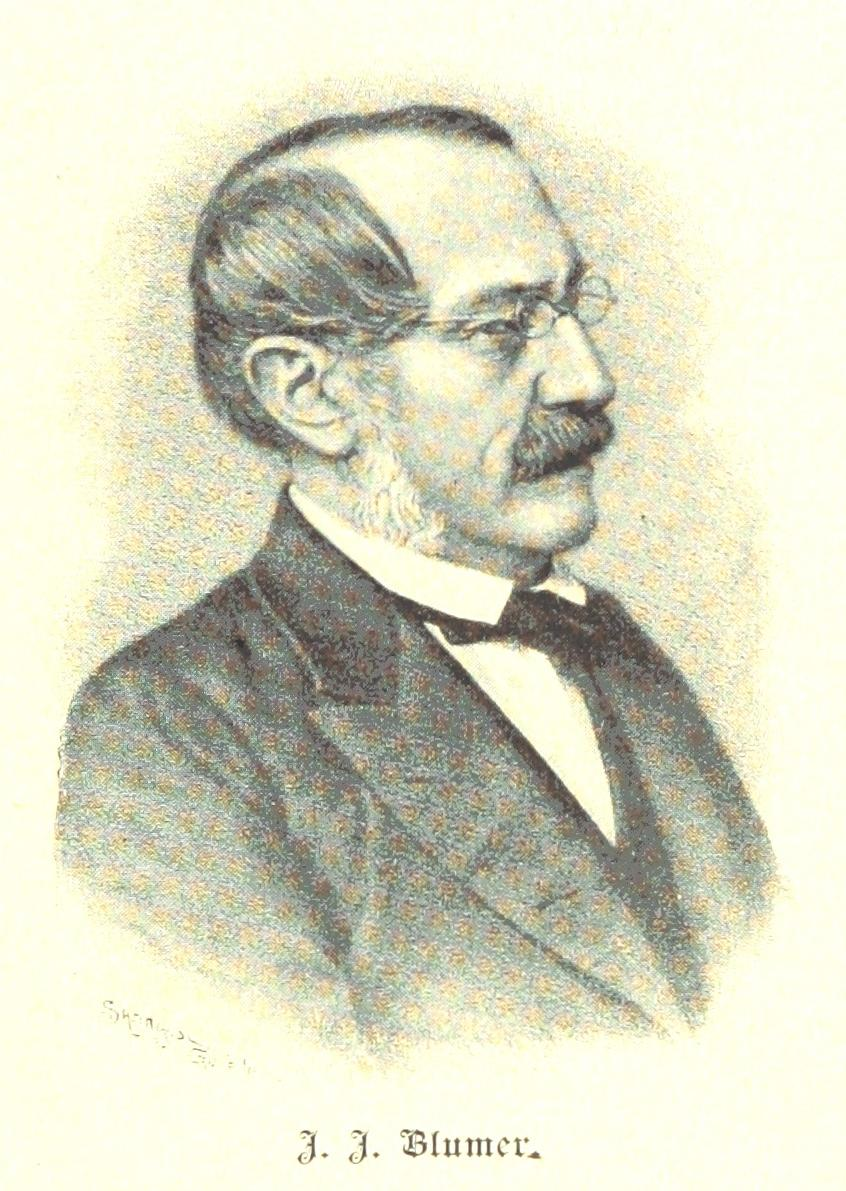
Johann Jakob Blumer.

### Afkomst en opleiding
Johann Jakob Blumer was een zoon van Adam Blumer, een handelaar, burgemeester en rechter, en van Anna Katharina Heer, een dochter van het latere Bondsraadslid Joachim Heer. Hij was een kleinzoon van Johann Jakob Blumer. In 1843 trouwde hij met Susanna Heer.
Blumer liep school aan het gymnasium van Schaffhausen van 1834 tot 1836 en studeerde rechten in Lausanne, Zürich, Bonn en Berlijn.

### Rechter en schrijver
Van 1841 tot 1848 was Blumer actief als rechter in de burgerlijke rechtbank van Glarus. Vervolgens was hij tot 1874 voorzitter van het hof van beroep van Glarus. Tezelfdertijd was hij van 1848 tot 1875 rechter in het Bondshooggerechtshof, waarvan hij in 1858, 1868, 1871 en 1874 voorzitter was. Na de herziening van de Zwitserse Grondwet in 1874 was hij de eerste voorzitter van het permanente Bondshooggerechtshof.

### Politicus

#### Lokale en kantonnale politiek
Tevens was Blumer van 1860 tot 1874 lid van het stadsbestuur van Glarus, waar hij van 1866 tot 1874 burgemeester was. Op kantonnaal vlak zetelde hij vanaf 1842 in de Landraad van Glarus, het kantonnale parlement, en was hij van 1864 tot 1870 lid van de Regeringsraad van Glarus, de kantonnale regering. Hij lag aan de basis van meerdere belangrijke kantonnale wetten, zoals de wet op de fabrieken (1864), een strafwetboek (1867), een burgerlijk wetboek (1869-1874) en wetten ter hervorming van de burgerlijke en dstrafrechtelijke rechtspleging (1860 en 1871).

#### Federale politiek
Als adept van de federale staat werd Blumer in 1847 lid van de Tagsatzung en werd hij een jaar later, bij de oprichting van de Zwitserse Bondsstaat, voorzitter van de commissie die de bondsstad diende uit te kiezen. Van 6 november 1848 tot 1 mei 1872 en van 7 juli 1873 tot 1 oktober 1874 zetelde hij in de Kantonsraad. De onderbreking in de periode 1872-1873 was te wijten aan gezondheidsredenen. Van 4 juli 1853 tot 9 februari 1854 was hij de eerste voorzitter van de Kantonsraad uit het kanton Glarus, een functie die hij ook nog zou uitoefenen van 3 tot 22 december 1860 en van 1 juli tot 21 december 1867. Als liberaal en tegenstander van het antiklerikalisme van de radicalen was hij een medestander van Alfred Escher. Vanaf 1861 was hij voorzitter van de commissie verzoekschriften en vanaf 1865 ook meermaals van de commissie tot herziening van de Zwitserse Grondwet.

### Nevenactiviteiten
Naast zijn activiteiten als magistraat en politicus was Blumer ook kantonnaal archivaris van 1840 tot 1865, redacteur bij de Glarner Zeitung van 1851 tot 1854 en correspondent bij de Neue Zürcher Zeitung. Hij schreef tevens hoog aangeschreven werken over rechtsgeschiedenis, in het bijzonder over de geschiedenis van het publiekrecht. Verder was hij ook de auteur van het Handbuch des schweizerischen Bundesstaatsrechtes, een handboek Zwitsers publiekrecht waarmee hij een van de eerste theoretici was aangaande de federale staat.
Hij was een van de drijvende krachten achter de aanleg van de spoorlijn Rapperswil-Glarus. Daarnaast was hij bestuurder bij de Schweizerische Südostbahn, bij een bank in Glarus (1855-1874, voorzitter in 1863) en de Rentenanstalt (1860-1872). In 1863 richtte hij de Historischer Verein des Kantons Glarus op. Verder steunde hij ook de oprichting van de Federale Polytechnische Hogeschool van Zürich.

## Werken
- (de)  Staats- Und Rechtsgeschichte der Schweizerischen Demokratien oder der Kantone Uri, Schwyz, Unterwalden, Glarus, Zug Und Appenzell, twee delen, drie volumes, 1850-59.
- (de)  Handbuch des schweizerischen Bundesstaatsrechtes, twee delen, 1863-1865.
- (de)  Urkundensammlung zur Geschichte des Kantons Glarus, 1865-1880.